# Územní prelatura Alto Xingu-Tucumã
Územní prelatura Alto Xingu-Tucumã je římskokatolická prelatura nacházející se v Brazílii.

## Území
Zahrnuje území šesti měst státu Pará: Água Azul do Norte, Bannach, Cumaru do Norte, Ourilândia do Norte, São Félix do Xingu a Tucumã.
Biskupským sídlem je město Tucumã, kde se nachází hlavní chrám, katedrála Panny Marie z Aparecidy.

## Historie
Prelatura byla zřízena 6. listopadu 2019 bulou Super humanas vires papeže Františka z části území diecéze Marabá a zrušené územní prelatury Xingu.

## Seznam biskupů
- Jesús María López Mauléon, O.A.R. (od 2019)